# Договір про приєднання (1994)
Договір про приєднання 1994 року — угода між державами-членами Європейського Союзу та чотирма країнами (Норвегія, Австрія, Фінляндія та Швеція) щодо вступу цих країн до ЄС. Він набув чинности 1 січня 1995 року. Договір організував вступ Австрії, Фінляндії та Швеції до ЄС та вніс зміни до попередніх договорів Європейського Союзу . Як така вона є невід'ємною частиною конституційної основи Європейського Союзу. Норвегія не приєдналася до ЄС, оскільки її референдум не пройшов.

## Повна назва
Повна офіційна назва договору:
Договір між Королівством Бельгія, Королівством Данією, Федеративною Республікою Німеччина, Грецькою Республікою, Королівством Іспанія, Французькою Республікою, Ірландією, Італійською Республікою, Великим Герцогством Люксембург, Королівством Нідерландів, Португальська Республіка, Сполучене Королівство Великої Британії та Північної Ірландії (держави-члени Європейського Союзу) та Королівство Норвегія, Республіка Австрія, Республіка Фінляндія, Королівство Швеція, щодо приєднання Королівства Норвегія, Республіка Австрія, Республіка Фінляндія та Королівство Швеція до Європейського Союзу.

## Референдуми
- Австрія — референдум
- Фінляндія — референдум
  -  Аландський референдум
- Норвегія — референдум
- Швеція — референдум